# Tomasz Gapiński
Tomasz Gapiński (ur. 8 lipca 1982 w Pile) – polski żużlowiec.

## Życiorys
Sport żużlowy uprawia od 1998 roku. Siedmiokrotny medalista drużynowych mistrzostw Polski: trzykrotnie złoty (1999, 2006, 2014), dwukrotnie srebrny (2000, 2004) oraz dwukrotnie brązowy (2007, 2009). Czterokrotny medalista młodzieżowych drużynowych mistrzostw Polski: złoty (Zielona Góra 2003) oraz trzykrotnie srebrny (Piła 1999, Leszno 2001, Bydgoszcz 2002). Srebrny medalista mistrzostw Polski par klubowych (Częstochowa 2007). Złoty medalista młodzieżowych mistrzostw Polski par klubowych (Piła 2000). Wielokrotny finalista indywidualnych mistrzostw Polski (najlepszy wynik: Gorzów 2015 - 3. miejsce).
Zdobywca II miejsca w turnieju o „Złoty Kask” (Bydgoszcz 2004). Zdobywca III miejsca w turnieju o „Srebrny Kask” (Bydgoszcz 2003). Zdobywca III miejsca w memoriale im. Ryszarda Nieścieruka (Wrocław 2005).
Srebrny medalista indywidualnych mistrzostw Europy (Równe 2011). Brązowy medalista mistrzostwa Europy par (Debreczyn 2004).

## Starty w Grand Prix
| Sezon | Numer | 1   | 2      | 3   | 4   | 5   | 6   | 7   | 8   | 9   | 10  | 11  | Msc. | Pkt. |
| ----- | ----- | --- | ------ | --- | --- | --- | --- | --- | --- | --- | --- | --- | ---- | ---- |
| 2006  | 18    | SVN | EUR ns | SWE | GBR | DNK | ITA | SCA | CZE | LVA | POL |     | nk   | ns   |
| 2007  | 17    | ITA | EUR 1  | SWE | DNK | GBR | CZE | SCA | LVA | POL | SVN | DEU | 32   | 1    |

| Statystyki        | Statystyki |
| ----------------- | ---------- |
| Starty            | 2          |
| Zwycięstwa        | 0          |
| Miejsca na podium | 0          |
| Finalista         | 0          |
| Punkty            | 1          |

## Mistrzostwa Polski

### Drużynowe Mistrzostwa Polski
| Sezon | Liga       | Klub                                         | Miejsce | Mecze | Biegi | Punkty | Bonusy | Razem | Śr. bieg.   | Zwycięzca ligi               | Mistrz Polski                |
| ----- | ---------- | -------------------------------------------- | ------- | ----- | ----- | ------ | ------ | ----- | ----------- | ---------------------------- | ---------------------------- |
| 1999  | I Liga     | Ludwik Polonia Piła                          | 1.      | 1     | 1     | 0      | 0      | 0     | 0,000       | –                            | –                            |
| 2000  | Ekstraliga | Ludwik Polonia Piła                          | 2.      | 5     | 12    | 6      | 1      | 7     | 0,583       | Polonia Bydgoszcz            | Polonia Bydgoszcz            |
| 2001  | Ekstraliga | BGŻ S.A. Polonia Piła                        | 5.      | 11    | 33    | 29     | 4      | 33    | 1,000       | Apator Adriana Toruń         | Apator Adriana Toruń         |
| 2002  | Ekstraliga | BGŻ S.A. Polonia Piła                        | 6.      | 20    | 89    | 137    | 17     | 154   | 1,730       | Point S Polonia Bydgoszcz    | Point S Polonia Bydgoszcz    |
| 2003  | Ekstraliga | Polonia Piła                                 | 8.      | 17    | 83    | 124    | 7      | 131   | 1,578       | Top Secret Częstochowa       | Top Secret Częstochowa       |
| 2004  | Ekstraliga | Atlas Wrocław                                | 2.      | 20    | 99    | 157    | 20     | 177   | 1,788       | Unia Tarnów                  | Unia Tarnów                  |
| 2005  | Ekstraliga | Atlas Wrocław                                | 6.      | 14    | 72    | 120    | 11     | 131   | 1,819       | Unia Tarnów                  | Unia Tarnów                  |
| 2006  | Ekstraliga | Atlas Wrocław                                | 1.      | 20    | 73    | 95     | 14     | 109   | 1,493       | –                            | –                            |
| 2007  | Ekstraliga | Atlas Wrocław                                | 3.      | 18    | 80    | 110    | 20     | 130   | 1,625 (30.) | Unia Leszno                  | Unia Leszno                  |
| 2008  | Ekstraliga | Złomrex Włókniarz Częstochowa                | 4.      | 11    | 56    | 82     | 22     | 104   | 1,857 (19.) | Unibax Toruń                 | Unibax Toruń                 |
| 2009  | Ekstraliga | Cognor Włókniarz Częstochowa                 | 3.      | 18    | 85    | 133    | 16     | 149   | 1,753 (22.) | Falubaz Zielona Góra         | Falubaz Zielona Góra         |
| 2010  | Ekstraliga | Caelum Stal Gorzów Wielkopolski              | 6.      | 15    | 75    | 119    | 0      | 119   | 1,587 (29.) | Unia Leszno                  | Unia Leszno                  |
| 2011  | I liga     | Polonia Bydgoszcz                            | 1.      | 20    | 98    | 202    | 16     | 218   | 2,224       | –                            | Falubaz Zielona Góra         |
| 2012  | Ekstraliga | Polonia Bydgoszcz                            | 6.      | 17    | 78    | 107    | 10     | 117   | 1,500 (42.) | Tauron Azoty Tarnów          | Tauron Azoty Tarnów          |
| 2013  | Ekstraliga | Stal Gorzów Wielkopolski                     | 5.      | 12    | 50    | 74     | 8      | 82    | 1,640 (36.) | Stelmet Falubaz Zielona Góra | Stelmet Falubaz Zielona Góra |
| 2014  | Ekstraliga | Stal Gorzów Wielkopolski                     | 1.      | 6     | 22    | 23     | 4      | 27    | 1,227 (nsk) | –                            | –                            |
| 2015  | Ekstraliga | Stal Gorzów Wielkopolski                     | 6.      | 11    | 44    | 44     | 8      | 52    | 1,182 (46.) | Fogo Unia Leszno             | Fogo Unia Leszno             |
| 2016  | I Liga     | Orzeł Łódź                                   | 2.      | 18    | 79    | 138    | 20     | 158   | 2,000 (20.) | SK Lokomotīve Dyneburg       | Stal Gorzów Wielkopolski     |
| 2017  | I Liga     | Euro Finannce Polonia Piła                   | 5.      | 14    | 68    | 125    | 5      | 130   | 1,912 (18.) | Grupa Azoty Unia Tarnów      | Fogo Unia Leszno             |
| 2018  | I Liga     | Euro Finannce Polonia Piła                   | 7.      | 13    | 66    | 106    | 10     | 116   | 1,758 (24.) | Speed Car Motor Lublin       | Fogo Unia Leszno             |
| 2019  | I Liga     | Arged Malesa TŻ Ostrovia Ostrów Wielkopolski | 2.      | 14    | 72    | 132    | 14     | 146   | 2,028 (11.) | PGG ROW Rybnik               | Fogo Unia Leszno             |
| 2020  | I Liga     | Arged Malesa TŻ Ostrovia Ostrów Wielkopolski | 6.      | 14    | 68    | 118    | 12     | 130   | 1,912 (15.) | eWinner Apator Toruń         | Fogo Unia Leszno             |
| 2021  | I Liga     | Arged Malesa TŻ Ostrovia Ostrów Wielkopolski | 2.      | 18    | 85    | 159    | 14     | 173   | 2,035 (13.) | –                            | Betard Sparta Wrocław        |
| 2022  | Ekstraliga | Arged Malesa TŻ Ostrovia Ostrów Wielkopolski | 8.      | 14    | 60    | 70     | 6      | 76    | 1,267 (39.) | Motor Lublin                 | Motor Lublin                 |
| 2023  | I Liga     | H. Skrzydlewska Orzeł Łódź                   | 7.      | 7     | 31    | 38     | 8      | 46    | 1,484 (38.) | Enea Falubaz Zielona Góra    | Platinum Motor Lublin        |
| 2024  | I Liga     | H. Skrzydlewska Orzeł Łódź                   | 6.      | 14    | 59    | 75     | 9      | 84    | 1.424 (36.) | ROW Rybnik                   | Motor Lublin                 |

Podsumowanie:
| Sezony | Mecze | Biegi | Pkt  | Bonusy | Razem | Średnia/bg | Średnia/mc |
| ------ | ----- | ----- | ---- | ------ | ----- | ---------- | ---------- |
| 26     | 364   | 1638  | 2509 | 289    | 2 798 | 1,708      | 7,687      |